# Frontières (film, 2017)
Pour les articles homonymes, voir Frontière (homonymie).
Pour plus de détails, voir Fiche technique et Distribution.
Frontières est un road movie dramatique franco-burkinabé réalisé par Apolline Traoré et sorti en 2017.

## Synopsis
Le film raconte l'histoire de quatre femmes originaires de différentes régions qui se rencontrent dans un autocar traversant l'Afrique de l'Ouest et se découvrent des points communs.

## Fiche technique
- Titre original : Frontières
- Réalisateur : Apolline Traoré
- Scénario : Apolline Traoré
- Photographie : Ali Lakrouf
- Montage : Christian Billette
- Musique : Cyril Morin
- Production : Denis Cougnaud
- Société de production :Araucania Films, Les Films Selmon
- Pays de production :  Burkina Faso -  France
- Langue originale : Araucania Films, Les Films Selmon
- Format : couleurs
- Genre : road movie dramatique
- Durée : 90 minutes
- Dates de sortie :
  - Burkina Faso : 2017
  - France : 23 août 2017 (Festival du film francophone d'Angoulême) ; 23 mai 2018 (sortie nationale)

## Distribution
- Amélie Mbaye - Hadjara[1]
- Kany Sy Savané - Emma[1]
- Unwana Udobang - Micha[1]
- Adizetou Sidi - Sali[1]

## Production
Selon sa réalisatrice Apolline Traoré, toute l'équipe de production a dû effectuer le trajet en autocar qui est raconté dans le film : « Il fallait tourner le film en suivant le parcours véritable... Nous avons dû obtenir des autorisations partout, planifier le passage aux frontières avec les administrations de chaque pays. » Elle a également déclaré qu'elle avait dû bénéficier de l'aide de l'armée pour mener à bien le tournage : « Et comme certaines zones étaient victimes d’attaques terroristes, nous étions accompagnés par l’armée. Les soldats savaient se faire discrets pendant le tournage, on les oubliait, puis on les voyait réapparaître pour nous escorter chaque fois que notre convoi repartait ».